# Kathryn Beaumont
Kathryn Beaumont est une actrice britannique, née le 27 juin 1938 à Londres (Royaume-Uni).

## Biographie
Elle prête sa voix et sert de modèle aux personnages d'Alice dans Alice au pays des merveilles (1951) et de Wendy dans Peter Pan (1953) .

## Filmographie
- 1943 : It Happened One Sunday : Jill Buckland
- 1948 : Dans une île avec vous (On an Island with You) : Penelope Peabody aka Pineapple
- 1949 : Le Jardin secret (The Secret Garden) : Muriel
- 1949 : Challenge to Lassie : Tenement Child
- 1951 : Alice au pays des merveilles (Alice in Wonderland) : Alice (voix)
- 1951 : The Walt Disney Christmas Show (téléfilm) : Wendy
- 1953 : Peter Pan : Wendy Darling (voix)
- 2001 : Disney's tous en boîte (House of Mouse) (série télévisée) : Alice (voix)
- 2004 : The Search for Mickey Mouse : Alice (voix)